# Pearsonia bracteata
Pearsonia bracteata är en ärtväxtart som först beskrevs av George Bentham, och fick sitt nu gällande namn av Roger Marcus Polhill. Pearsonia bracteata ingår i släktet Pearsonia och familjen ärtväxter. Inga underarter finns listade i Catalogue of Life.